# قلعة كاربات
قلعة كاربات (بالفرنسية: Le Château des Carpathes)‏، (بالإنجليزية: The Carpathian Castle)‏ رواية من تأليف الروائي جول فيرن صدرت عام 1892.